# Європейський маршрут E73
Європейський маршрут E73 — європейський автомобільний маршрут від Будапешту, Угорщина, до Плоче, Хорватія, загальною довжиною 710 км. Траса з'єднує центральну частину континенту з Адріатичним морем. Ця траса також називається «Коридор Vc», гілка п'ятого Міжнародного транспортного коридору.
Траса зараз активно поліпшується у всіх трьох країнах. Коридор включає в себе не тільки трасу, але і залізничний транспорт, а також важливі аеропорти. Найдовша частина траси проходить по Боснії та Герцеговині і вважається одним з важливих інструментів розвитку країни. Дорога також дозволяє доїхати з південної частини Хорватії в східну без проблем.

## Маршрут

### Угорщина
E73 бере свій початок в Будапешті і йде на південь по трасі M6 до кордону з Хорватією.
Шосе проходить через наступні міста:
- Будапешт
- Ерд
- Дунауйварош
- Пакш
- Сексард
- Мохач

На квітень 2010 відрізок в 179 км між M0 (кільцевою дорогою Будапешту) і Боєм є сучасною автомагістраллю.

### Хорватія
Хорватська частина E73 поділена на дві частини: північну і південну. Хорватська частина траси становить 112 км або всього 18% всієї довжини маршруту.

#### Північна частина
Північна частина E73 в Хорватії називається автомагістраль А5. Довжина відрізка становить 88 км.
У східній Хорватії E73/A5 проходить через такі міста:
- Белі Манастір
- Осієк
- Джаково

Траса буде платною, залежно від класу автомобіля, в тому числі і деякі важливі об'єкти, як наприклад мости через Драву і Саву і залізничний переїзд на північ від Среданчі. Найважливішим з'їздом є з'їзд у Среданчі, де А5 перетинається з А3, що є частиною десятого Міжнародного транспортного коридору. Траса буде складатися з п'яти відрізків:
| Відрізок                                   | Довжина | Примітка                                                                  |
| ------------------------------------------ | ------- | ------------------------------------------------------------------------- |
| Угорський кордон — Белі Манастір           | 5 км    | Буде побудована після закінчення будівництва траси в Угорщині.            |
| Белі Манастір — Осієк                      | 25 км   | Будується                                                                 |
| Осієк — Джаково                            | 32 км   | Завершений і платний.                                                     |
| Джаково — Среданчі                         | 23 км   | Завершений і платний.                                                     |
| Среданчі — Кордон з Боснією і Герцеговиною | 4 км    | Буде побудована після закінчення будівництва траси в Боснії і Герцеговині |

#### Південна частина
Південна частина йде по трасі А10. Вона буде платною на відрізку від Малі-Пролога до з'їзду на Плоче. Проходить через такі міста:
- Меткович
- Плоче

Автомагістраль вже розпланована і є можливість її побудувати, проте вона буде побудована тільки після повного відкриття траси А1, оскільки до цього будівництво марно. Плоче, хорватський морський порт, що використовується в основному Боснією і Герцеговиною, розташований на південному закінченні траси. Після закінчення будівництва, А10 буде довжиною всього 4,6 км. В результаті це буде одна з найкоротших трас Хорватії.

### Боснія і Герцеговина

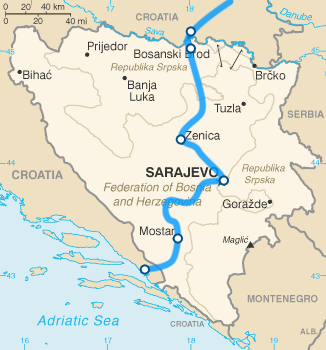
Мапа траси E73 в Боснії і Герцеговині

До 2009 року був побудований тільки один відрізок траси в Боснії і Герцеговині, між Сараєво і Какань. Плата планується в розмірі приблизно 1.50 марок.
Шосе проходить через такі міста:
- Шамац
- Модрича
- Добой
- Зениця
- Какань
- Високо
- Сараєво
- Коніц
- Ябланіца
- Мостар

#### Значення
Для Боснії і Герцеговини ця траса є надзвичайно важливою і цей проєкт має найвищий пріоритет. Будівництво вже йде, проте активний початок дасть поштовх економічному і соціальному активності і дозволить Боснії і Герцеговині приєднатися до транспортної системи Європи, а також до європейської економіки.
Будівництво шосе загальною довжиною 340 км дозволить поліпшити сполучення з сусідніми країнами, підвищить конкурентоспроможність економіки країни і приверне іноземні інвестиції.

#### Відрізки
Траса поділена на відрізки:
- Секція 1: Річка Сава-Свіла (перетин з коридором X) — Добой
  - 64 км

- Секція 2: Добой — Сараєво
  - 150 км

- Секція 3: Сараєво — Мостар
  - 58 км

- Секція 4: Мостар — Хорватський кордон
  - 68 км
    - Всього: 340км